# 里帕-泰阿蒂纳
里帕-泰阿蒂纳（義大利語：Ripa Teatina），是意大利基耶蒂省的一个市镇。总面积20平方公里，人口4245人，人口密度212.3人/平方公里（2009年）。ISTAT代码为069072。